# Unagi
Unagi (鰻 / ウナギ?) es la palabra japonesa que designa a las anguilas de agua dulce, y especialmente a la anguila japonesa (Anguilla japonica).

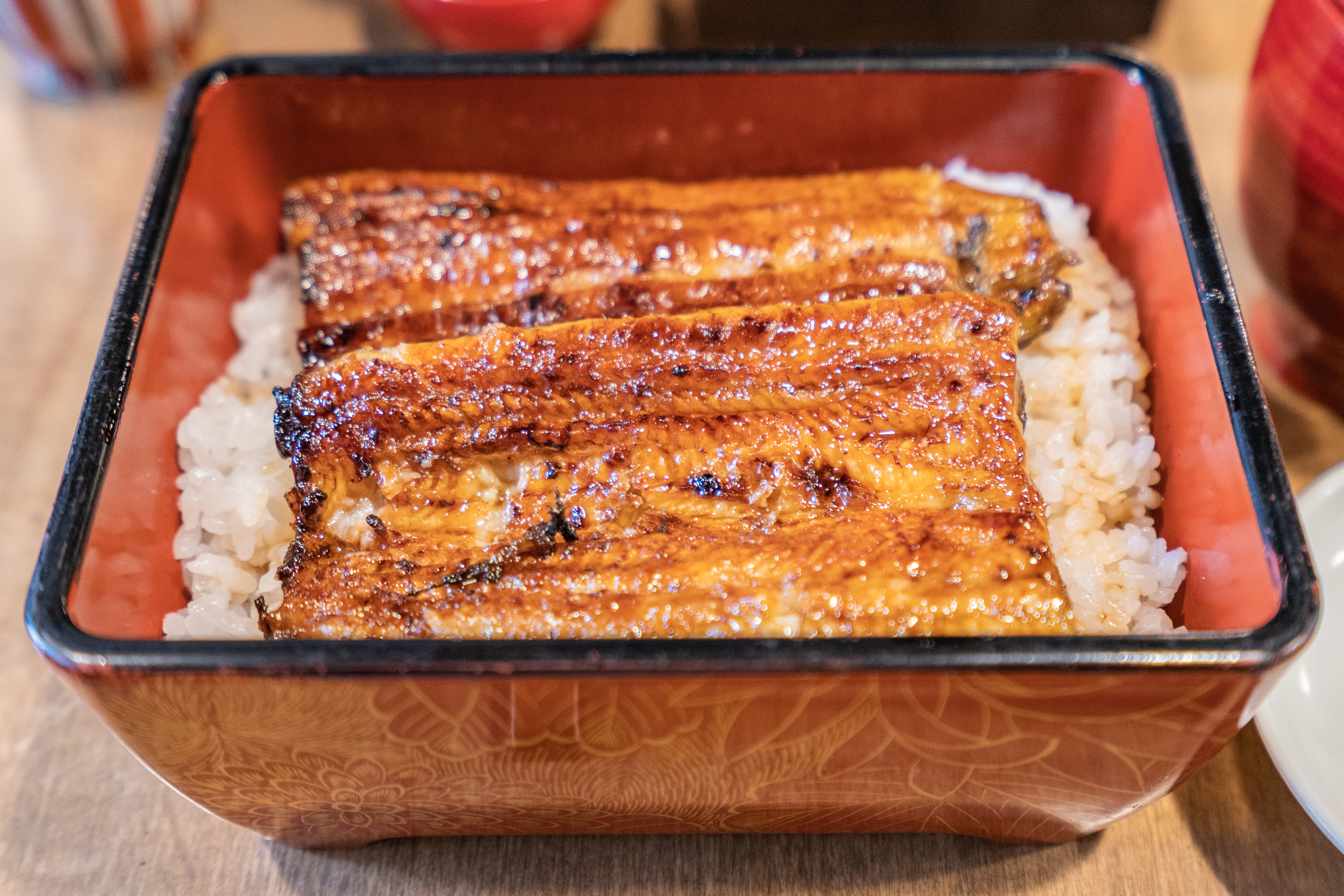
Unaju, plato japonés de unagi.

Las anguilas marinas se denominan anago en japonés.

## Gastronomía

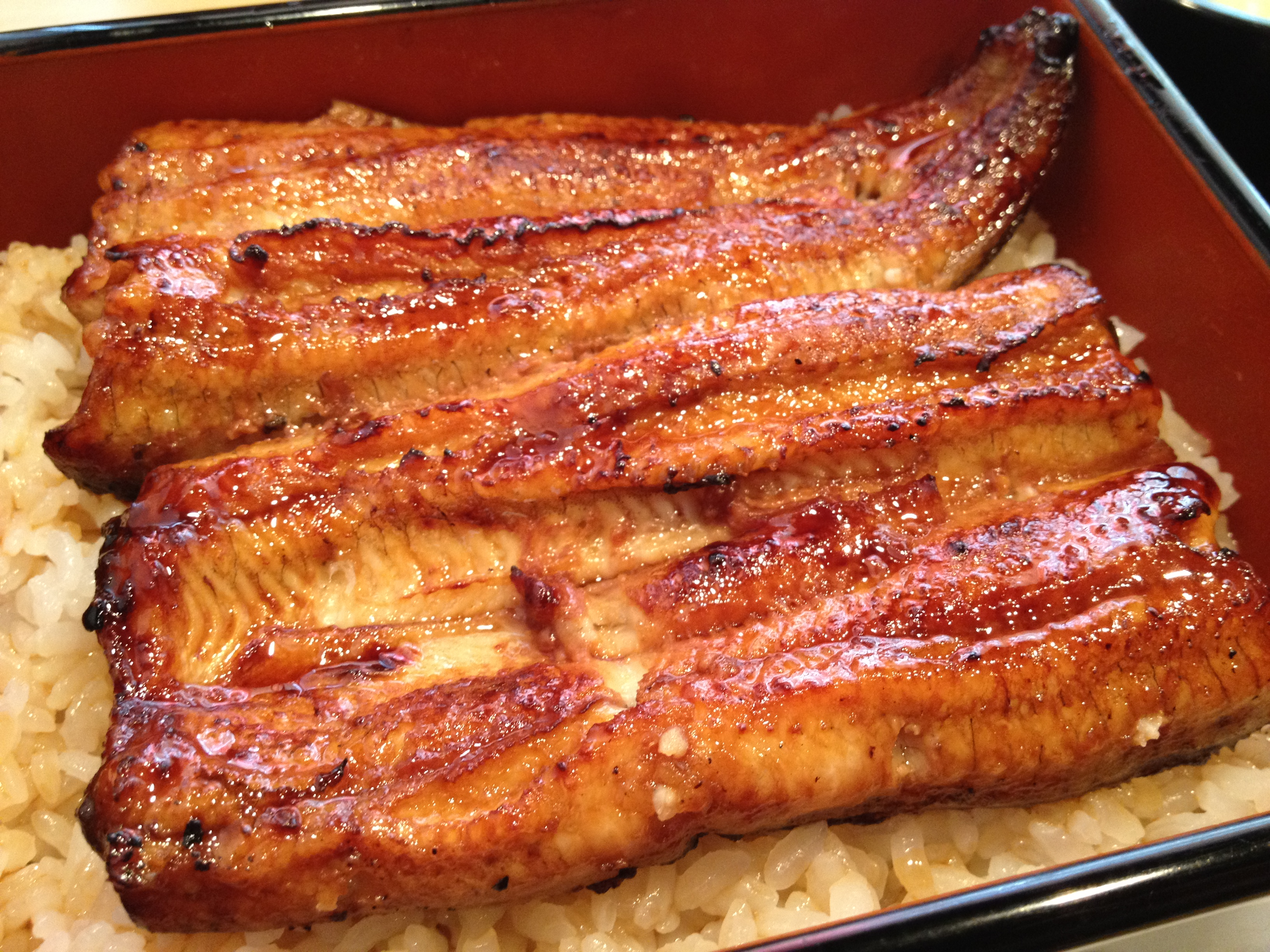
Detalle de unaju.

El unagi es un ingrediente común en la cocina japonesa, sirviéndose como parte del unadon (llamado a veces unagidon, especialmente en menús de restaurantes japoneses de países occidentales), un plato donburi con anguila en rodajas servida sobre una cama de arroz. También existe un tipo de tarta llamado pastel de unagi con unagi en polvo. El unagi es rico en proteínas, vitamina A, colesterol y grasas saturadas.
Los restaurantes especializados en unagi son comunes en Japón, y suelen tener señales con la palabra unagi escrita en el hiragana う (u), primera letra de la palabra.
El lago Hamana, en Hamamatsu, prefectura de Shizuoka, es famoso en todo Japón como hogar del unagi de mejor calidad; como resultado, el lago está rodeado por muchos pequeños restaurantes especializados en diversos platos de unagi. El unagi se come a menudo durante los calurosos veranos japoneses. Incluso hay un día especial para comerlo: el equinoccio del Buey (doyo no ushi no hi).

### Especies
Convencionalmente se utilizan solo tres especies de anguila para ser servidas como unagi, estas son: la anguila japonesa (Anguilla japonica), la anguila europea (Anguilla anguilla) y la anguila americana (Anguilla rostrata). Los especialistas alrededor del mundo han visto decrecer significativamente los tamaños de sus poblaciones en el último medio siglo. 
Las capturas de anguila europea, por ejemplo, han declinado cerca de un 80% desde los años 1960, aunque sobre el 90% de las anguilas de agua dulce consumidas en Estados Unidos son de piscifactoría, o sea que no se reproducen en cautividad. Además de reducir las poblaciones de anguila salvaje con este proceso, las anguilas se crían con frecuencia en redes abiertas que permiten que parásitos, residuos y enfermedades fluyan de vuelta al hábitat de la anguila salvaje, amenazando aún más las poblaciones. Las anguilas de agua dulce son carnívoras, y por tanto se las alimenta con otros peces salvajes capturados, añadiendo un elemento más de insostenibilidad a las prácticas actuales de cría de la anguila.

## Sostenibilidad
Seafood Watch, una de las más conocidas listas de pesca sostenible, recomienda que los consumidores eviten comer unagi debido a las importantes presiones por aprovechamiento sobre las poblaciones mundiales de anguilas de agua dulce.